# Vojnomir
Vojnomir, vagy Vonomir frank szolgálatban álló szláv vezér volt, az alsó-pannóniai szlávok hercege, aki a 8. század végén és a 9. század elején uralkodott egy olyan terület felett, amely a mai Szlavóniának, és Horvátország egy részének felel meg.
A Frank évkönyv említést tesz egy „Wonomyrus Sclavus”ról (Szláv Vonomir), aki 795-ben tevékenykedett. Eszerint 795-ben Erik friuli őrgróf seregét a szláv Vojnomir vezetésével Pannóniába, a Duna és a Tisza közé küldte, ahol kifosztották az avarok központját, az avar gyűrűt. Az avarok sorsát a következő évben Nagy I. Károly frank császár fia Pipin vezette hadjárat pecsételte meg, mely a frank hatalmat keletebbre, a Közép-Dunáig terjesztette ki. Vojnomir származását és társadalmi helyzetét egyetlen korabeli középkori forrás sem említi, és személyének azonossága is számos hipotézis tárgya volt. 

## A személyéről szóló elméletek
Vojnomir személyét a mai napig rejtély fedi. Még a nevének helyes olvasata sem világos. Vojnomir helyett az eredeti „Wonomyro” (Uuonomiro, Uuonomyro) ugyanis Zvonimirként is olvasható, ahogyan a horvát király, Demetrius (Dmitar) Zvonimir nevét is Svinimironak írták. Egyes szerzők úgy értelmezik Vojnomirt, mint aki horvát herceg, a frank hadsereg katonai vezetője vagy Karniola hercege volt. Eredetével kapcsolatban három megbízhatóbb hipotézis létezik: a "pannóniai hipotézis", a "karrierhipotézis" és a "karniolai hipotézis". Legalább két magyarázat olvasható a modern nacionalista elképzelések kontextusában: Ausztria-Magyarország osztrák részének szlovén és német szerzői hajlamosabbak voltak a karniolai, a horvát szerzők pedig a pannóniai vagy az isztriai származás elfogadására.

### A pannóniai elmélet
A pannóniai hipotézis szerint Vojnomir az alsó-pannóniai szlávok fejedelme (hercege vagy vezére) volt. Feltételezik, hogy az avarok ellen harcolt a mai Észak-Horvátország területének elfoglalása során. Francis Dvornik szerint a Duna és a Száva közti szláv törzsek menekültek az avar veszély elől. Már kialakult a területükön egyfajta államszervezet, és egy Vojnomir nevű fejedelem irányította őket, aki hadsereggel csatlakozott a frankokhoz, de köteles volt elismerni a frank fennhatóságot, és területét Pannóniai Horvátországnak nevezték. Nem tudni, hogy az első keresztényesítési kísérletek eljutottak-e a pannóniai Horvátországba, ahol a frank misszionáriusok tevékenysége szisztematikusabb lehetett. Első sikerük Vojnomir, a pannóniai horvátok fejedelmének megtérése volt. 800 karácsonyán, egy évvel Trsat ostroma után, III. Leó pápa Nagy Károlyt a „rómaiak császárává” koronázta a Szent Péter-bazilikában. I. Niképhorosz bizánci császár és Nagy Károly 803-ban rendezte birodalmi határait. A „Pax Nicephori” néven ismert eseményeket követően a Horvát Hercegség békésen elfogadta a korlátozott frank uradalmat. A Tengerparti Horvátországgal ellentétben azonban Vojnomir halála után az egykori frank szövetséges Alsó-Pannónia Ljudevit Posavski herceg vezetésével fellázadt a frank uralom ellen.
Fine Jr. azt állította, hogy Vojnomir horvát herceg volt, aki segítette Nagy Károly 796-os nagy győzelmét a pannóniai avarok ellen, majd elismerte a frankok uramát „Észak-Dalmácia, Szlavónia és Pannónia horvátjai felett”.

### A karrier elmélet
A katonai hipotézis azt állítja, hogy Vojnomir csak egy szláv volt, aki karriert csinált a frank seregben. Nem volt uralkodó. Az egyetlen megbízható korabeli forrásból, az Annales regni Francorumból ismeretes, hogy Vojnomir katonai vezető volt. Hercegi vagy fejedelmi státuszát egyáltalán nem említik. A múltban a legtöbb történész úgy jellemezte Vojnomirt, mint a Friuli környéki szláv hercegek vagy fejedelmek egyikét. Peter Stih szerint azonban nehéz elhinni, hogy egy idegen föld vezetőjét a frankok frank katonai vezetőnek fogadhatnák el. Valószínűleg csak kivételes szláv egyéniség volt, aki a frank hadseregben építette karrierjét, és talán csak egyszerű friuli szláv volt.  Nenad Labus szerint Vojnomir egy isztriai katonai vezető is lehetett.

### A karniolai elmélet
Sok szerző (W. Pohl, H. Krahwinkler, R. Bratož, F. Kos, M. Kos, B. Grafenauer) Vojnomirt Karniola hercegeként azonosítja. Az egyik érv az, hogy Karniola Friuli és az avarok országa között feküdt. A frank csapatok elhaladtak Karniola mellett, így ez a vidék természetes helye Vojnomir szülőföldjének. A karniolaiak is gyűlölték avar ellenségeiket. Vannak olyan állítások, hogy a horvátok ősei akkoriban nem voltak a frankok alattvalói. A nyugatabbra élő  karnioliakat viszont már 791-től a frankok uralták, de minimális autonómiával és saját fejedelmekkel rendelkeztek egészen Ljudevit lázadásáig.